# Angela Baraldi
Angela Baraldi (Bolonia, 12 de junio de 1964) es una cantante de rock y actriz italiana. Es reconocida por interpretar al personaje principal en la película y la miniserie de Gabriele Salvatores Quo Vadis, Baby?, al igual que por su participación en la película nominada al Globo de oro en 1996 por mejor película extranjera Like Two Crocodiles.

## Discografía
- 1990 - Viva
- 1993 - Mi vuoi bene o no?
- 1996 - Baraldi lubrificanti
- 2001 - Rosasporco
- 2003 - Angela Baraldi